# Chính phủ mở rộng (1955–1959)
Chính phủ mở rộng được thành lập 22/09/1955 trên cơ sở của chính phủ Liên hiệp Quốc dân.
Sau khi chiến thắng Pháp, xây dựng Chủ nghĩa Xã hội tại miền Bắc, để phù hợp hơn với vị thế mới, Chính phủ đã cải tổ và bổ sung thêm một số Bộ để phát triển và xây dựng đất nước. Chủ trương của Chính phủ mở rộng là Chính phủ dự bị cho Tổng tuyển cử toàn quốc.

## Thành lập
Theo đề nghị của Chủ tịch Hồ Chí Minh và được thông qua tại kỳ họp thứ 5 Quốc hội khóa I (20/9/1955), chính phủ mở rộng bắt đầu làm việc từ ngày 20/9/1955 và tiếp tục được bổ sung Kỳ họp thứ 10 Quốc hội khóa I (27/5/1959). Kết thúc nhiệm kỳ khi Quốc hội khóa II bầu được Chính phủ mới (10/1960).

## Hoạt động
Trong thời gian Chính phủ mở rộng được thành lập, Đảng Lao động Việt Nam củng cố quyền lực trên lãnh thổ từ vĩ tuyến 17 trở ra. Hoạt động chủ yếu của Chính phủ được chia ra làm 2 giai đoạn:
- Giai đoạn 1 (1955-1957): Khôi phục và phát triển kinh tế, phát triển văn hoá 
  - Đổi mới cơ cấu tổ chức và cơ chế vận hành để chỉ đạo thực hiện kế hoạch khôi phục và phát triển kinh tế, phát triển văn hoá.
  - Kiện toàn bộ máy Chính phủ gồm 18 bộ.
- Giai đoạn 2 (1958-1960): Phát triển và cải tạo kinh tế, phát triển văn hoá 
  - Tiếp tục đổi mới cơ cấu tổ chức, cơ chế vận hành của bộ máy với 22 bộ nhằm tăng cường chỉ đạo thực hiện kế hoạch phát triển, cải tạo kinh tế, phát triển văn hoá, khoa học kỹ thuật, văn học nghệ thuật.
  - Kế hoạch 3 năm (1958-1960) đưa nền kinh tế Việt Nam nền kinh tế về cơ bản chỉ có hai thành phần là quốc doanh và tập thể.
  - Văn hoá, khoa học được phát triển. Đời sống nhân dân được cải thiện một bước.

Về đối ngoại tiếp tục mở rộng quan hệ ngoại giao, đoàn kết, đấu tranh trên trường quốc tế, kiên trì đường lối độc lập, tự chủ, tranh thủ được sự đồng tình, ủng hộ của bè bạn anh em, đồng thời cũng góp phần thực hiện nhiệm vụ đoàn kết quốc tế.
Về quốc phòng củng cố và phát triển quân sự, tiếp nhận trang thiết bị của các nước Xã hội chủ nghĩa.

## Thành viên
| Chức vụ       | Chức vụ trong Đảng                                               | Tên              | Ghi chú khác                      |
| ------------- | ---------------------------------------------------------------- | ---------------- | --------------------------------- |
| Chủ tịch nước | Chủ tịch Đảng Lao động Việt Nam                                  | Hồ Chí Minh      |                                   |
| Thủ tướng     | Ủy viên Bộ Chính trị Bí thư Ban Bí thư                           | Phạm Văn Đồng    |                                   |
| Phó Thủ tướng |                                                                  | Phan Kế Toại     | từ 9-1955                         |
| Phó Thủ tướng | Ủy viên Bộ Chính trị Bí thư Ban Bí thư Bí thư Quân ủy Trung ương | Võ Nguyên Giáp   |                                   |
| Phó Thủ tướng | Ủy viên Bộ Chính trị                                             | Trường Chinh     | từ 4/1958                         |
| Phó Thủ tướng | Ủy viên Bộ Chính trị Bí thư Ban Bí thư                           | Phạm Hùng        | từ 4/1958                         |
| Chức vụ       | Trực thuộc                                                       | Tên              | Ghi chú khác                      |
| Bộ trưởng     | Bộ Quốc phòng                                                    | Võ Nguyên Giáp   |                                   |
| Bộ trưởng     | Bộ Ngoại giao                                                    | Phạm Văn Đồng    |                                   |
| Bộ trưởng     | Bộ Nội vụ                                                        | Phan Kế Toại     |                                   |
| Bộ trưởng     | Bộ Công an                                                       | Trần Quốc Hoàn   |                                   |
| Bộ trưởng     | Bộ Giáo dục                                                      | Nguyễn Văn Huyên |                                   |
| Bộ trưởng     | Bộ Tài chính                                                     | Lê Văn Hiến      | đến 6/1958                        |
| Bộ trưởng     | Bộ Tài chính                                                     | Hoàng Anh        | từ 6/1958                         |
| Bộ trưởng     | Bộ Giao thông và Bưu điện                                        | Nguyễn Văn Trân  |                                   |
| Bộ trưởng     | Bộ Thủy lợi và Kiến trúc                                         | Trần Đăng Khoa   | đến 4/1958                        |
| Bộ trưởng     | Bộ Thủy lợi                                                      | Trần Đăng Khoa   | từ 4/1958                         |
| Bộ trưởng     | Bộ Kiến trúc                                                     | Bùi Quang Tạo    | từ 4/1958                         |
| Bộ trưởng     | Bộ Công nghiệp                                                   | Lê Thanh Nghị    |                                   |
| Bộ trưởng     | Bộ Thương nghiệp                                                 | Phan Anh         | từ 9/1955 đến 4/1958              |
| Bộ trưởng     | Bộ Nội thương                                                    | Đỗ Mười          | từ 4/1958                         |
| Bộ trưởng     | Bộ Ngoại thương                                                  | Phan Anh         | từ 4/1958                         |
| Bộ trưởng     | Bộ Y tế                                                          | Hoàng Tích Trí   | đến 5/1959                        |
| Bộ trưởng     | Bộ Y tế                                                          | Phạm Ngọc Thạch  | từ 5/1959                         |
| Bộ trưởng     | Bộ Lao động                                                      | Nguyễn Văn Tạo   |                                   |
| Bộ trưởng     | Bộ Tư pháp                                                       | Vũ Đình Hòe      |                                   |
| Bộ trưởng     | Bộ Văn hóa                                                       | Hoàng Minh Giám  |                                   |
| Bộ trưởng     | Bộ Thương binh                                                   | Vũ Đình Tụng     | đến 5/1959, vì giải thể           |
| Bộ trưởng     | Bộ Cứu tế                                                        | Nguyễn Xiển      | từ 9/1955 đến 5/1959, vì giải thể |
| Bộ trưởng     | Bộ Nông lâm                                                      | Nghiêm Xuân Yêm  |                                   |
| Bộ trưởng     | Phủ Thủ tướng                                                    | Phạm Hùng        | từ 9/1955 đến 4/1958              |
| Bộ trưởng     | Phủ Thủ tướng                                                    | Nguyễn Duy Trinh | từ 4/1958 đến 12/1958             |
| Bộ trưởng     | Phủ Thủ tướng                                                    | Nguyễn Khang     | từ 5/1959                         |
| Bộ trưởng     | Bộ không Bộ Phó Chủ nhiệm Ủy ban Kế hoạch Nhà nước               | Lê Văn Hiến      | từ 12/1958                        |
| Chủ nhiệm     | Ủy ban Kế hoạch Nhà nước                                         | Nguyễn Văn Trân  | từ 4/1958 đến 12/1958             |
| Chủ nhiệm     | Ủy ban Kế hoạch Nhà nước                                         | Nguyễn Duy Trinh | từ 5/1959                         |
| Chủ nhiệm     | Ủy ban Khoa học Nhà nước                                         | Trường Chinh     | Phó Thủ tướng kiêm chức từ 4/1958 |